# Sol de batey
Sol de batey es una telenovela cubana de 1985, adaptación del original de Dora Alonso que fuera llevada a la radio en 1950. Consta de 70 capítulos de aproximadamente treinta minutos de duración.

## Sinopsis
Rosario (la niña Charito) es la única hija de don Esteban, un rico hacendado cubano, dueño de un ingenio azucarero en la zona cercana a Trinidad (Cuba), en el centro de la isla. Huérfana por parte de madre, su tía doña Teresa siente por ella una particular antipatía, ya que le recuerda a Lisandra, la madre de Charito que traicionó a Esteban. 
Rosario encuentra comprensión y afecto en su madrina, la aristocrática doña Gertrudis de Sandoval y Santa Cruz y se enamorará de Antonio Fresneda, el sobrino de doña Gertrudis, un joven que conspira a favor de la independencia de Cuba. Con la muerte de Esteban, Charito queda bajo la tutela de doña Teresa que, mediante el chantaje, la obligará a casarse contra su voluntad.
Tras muchos avatares y sucesos, el esposo de Rosario, que en realidad ama a Tojosa, una mulata esclava, es asesinado en una revuelta de esclavos y doña Teresa enloquece. Así, Charito puede casarse con Antonio Fresneda de quien siempre siguió enamorada.
La telenovela tuvo una popularidad enorme, constituyendo a día de hoy un referente en el imaginario popular del cubano y para los realizadores de este género.

## Elenco
- Susana Pérez como Rosario, niña Charito. Hija de don Esteban, ama a Antonio Fresneda, pero se ve obligada a romper su compromiso para salvarle la vida.
- Armando Tomey como Antonio Fresneda. Novio de Charito a quien llama Mi única novia. Tiene ideas independentistas.
- Ramoncito Veloz como Reinaldo de Mendoza, esposo de Rosario. Compinche de doña Teresa. Está en contra de la independencia.
- Aurora Pita como Doña Gertrudis de Sandoval y Santa Cruz. Madrina de Charito y tía de Antonio. Dueña de cafetales en Bejucal. Poco a poco se adhiere a las ideas libertarias de su sobrino.
- Verónica Lynn como Doña Teresa. Tía de Charito, idolatra a su hermano Esteban y odia la memoria de su fallecida cuñada Lisandra.
- Luisa María Jiménez como Tojosa. Esclava mulata, enamorada de Liberato Criollo.
- Idelfonso Tamayo como Liberato Criollo. Negro liberto con puestos dirigentes en la hacienda, enamorado de Tojosa.
- Manuel Porto
- Hilda Saavedra
- Emilio del Valle
- Gina Cabrera
- Aida Isalbe
- Julio Hernández como Taita Julián

## Contexto histórico
La telenovela está ambientada en el siglo XIX.
En Cuba se suceden las conspiraciones independentistas y, en la capital, Antonio Fresneda es uno de los simpatizantes del movimiento. Por otro lado, la esclavitud se muestra en todo su rigor. A lo largo de la telenovela se escenifica una subasta de esclavos y estos reciben castigos corporales por supuestas faltas, siendo llevados al cepo y sufriendo el bocabajo, castigo a base de latigazos. En la telenovela aparecen negros y mulatos manumitidos como Liberato Criollo, cuya libertad fue comprada por su abuelo taita Julián.

## Curiosidades
La telenovela significó el debut en televisión de Armando Tomey y Luisa María Jiménez. Tomey, en su rol protagónico, recibió innumerables críticas, en tanto Jiménez fue muy elogiada y aun se recuerda su actuación.
La mayor parte de las grabaciones en exteriores se realizaron en la zona colonial de Trinidad (Cuba).
La telenovela ha sido considerada una de las mejores producciones de la televisión cubana de todos los tiempos y se ha retransmitido en varias ocasiones. Usualmente sirve de punto de comparación con otras serie y ciertas frases aún son recordadas en el imaginario público y los telespectadores aún identifican a varios de sus actores por el nombre de los personajes que interpretaron.
En abril del 2016 parte del elenco se reencontró en Miami en el programa televisivo El Happy Hour de Carlucho, conducido por el presentador Carlos Córdoba (Carlucho) y que se transmite por el canal 41.

## Premios
- Premio Caracol (UNEAC) - Premio al mejor Director de Fotografía en 1985 para Yaky Ortega.
- Mejor novela y guion del año.

## Emisión Internacional
Venezuela
Italia
España